# グアルダ県
グアルダ県（グアルダけん、Distrito da Guarda）は、ポルトガルの県の一つ。県都は、グアルダ。北をブラガンサ県、西はヴィゼウ県、コインブラ県、南はカステロ・ブランコ県と接する。東は、スペインとの国境である。
グアルダ県は、以下の14の地方自治体が所属する（アルファベット順）。
- アギアル・ダ・ベイラ（pt:Almeida (município)）
- アルメイダ（pt:Almeida）
- セロリコ・ダ・ベイラ（pt:Celorico da Beira）
- フィゲイラ・デ・カステロ・ロドリゴ（pt:Figueira de Castelo Rodrigo）
- フォルノス・デ・アルゴドレス（pt:Fornos de Algodres）
- ゴウヴェイア（pt:Gouveia）
- グアルダ - 県都。
- マンテイガスpt:Manteigas
- pt:Mêda
- pt:Pinhel
- サブガルpt:Sabugal
- pt:Seia
- トランコーゾen:Trancoso, Portugal
- ヴィラ・ノヴァ・デ・フォス・コーアpt:Vila Nova de Foz Côa